# Tippah County
Tippah County är ett county i delstaten Mississippi i USA. År 2010 hade countyt 22 232 invånare. Den administrativa huvudorten (county seat) är Ripley.

## Geografi
Enligt United States Census Bureau har countyt en total area på 1 191 km². 1 186 km² av den arean är land och 5 km² är vatten.

### Angränsande countyn
- Hardeman County, Tennessee - nord
- Alcorn County - nordost
- Prentiss County - sydost
- Union County - syd
- Benton County - väst

### Orter

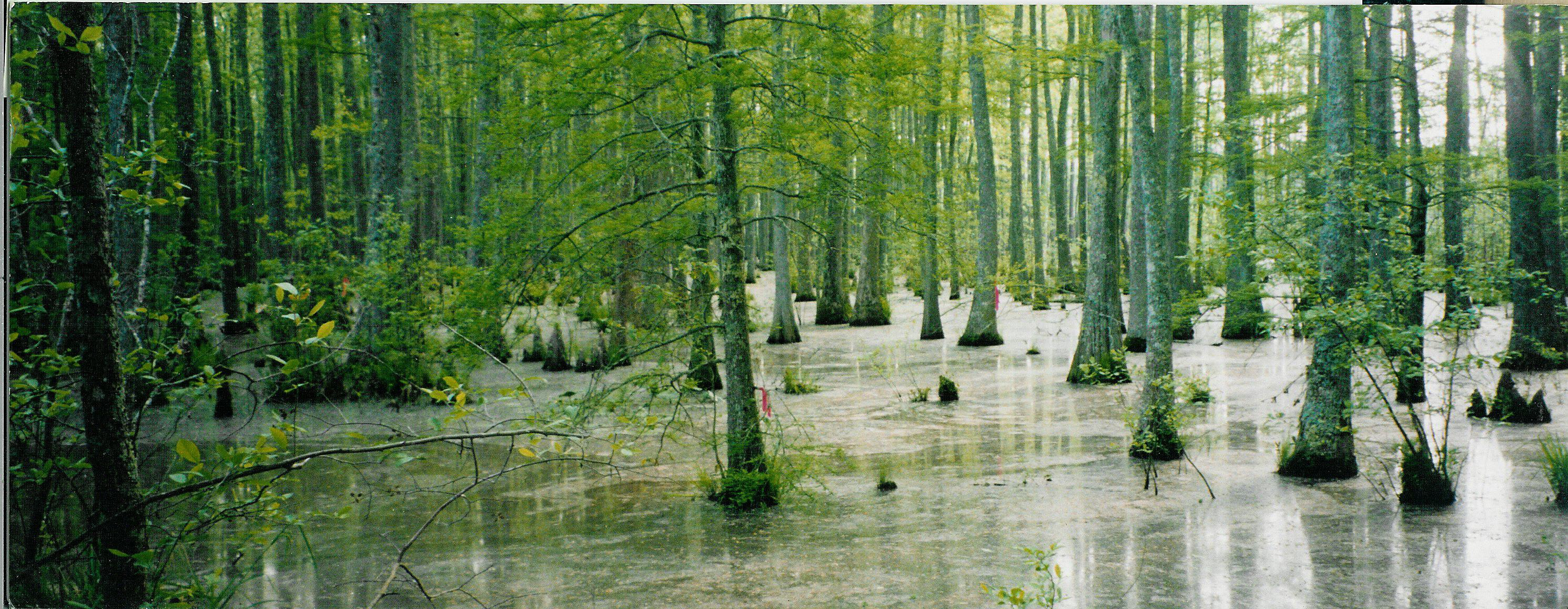
Holly Springs National Forest nära Ashland, Mississippi.

- Dumas
- Ripley (huvudort)